# Lalendorf
Lalendorf é um município da Alemanha, situado no distrito de Rostock, no estado de Mecklemburgo-Pomerânia Ocidental. Tem 139,30 km² de área, e sua população em 2019 foi estimada em 3.556 habitantes.